# Diócesis de Camden
La diócesis de Camden (en latín: Dioecesis Camdensis y en inglés: Roman Catholic Diocese of Camden) es una circunscripción eclesiástica de la Iglesia católica en Estados Unidos. Se trata de una diócesis latina, sufragánea de la arquidiócesis de Newark. Desde el 8 de enero de 2013 su obispo es Dennis Joseph Sullivan.

## Territorio y organización

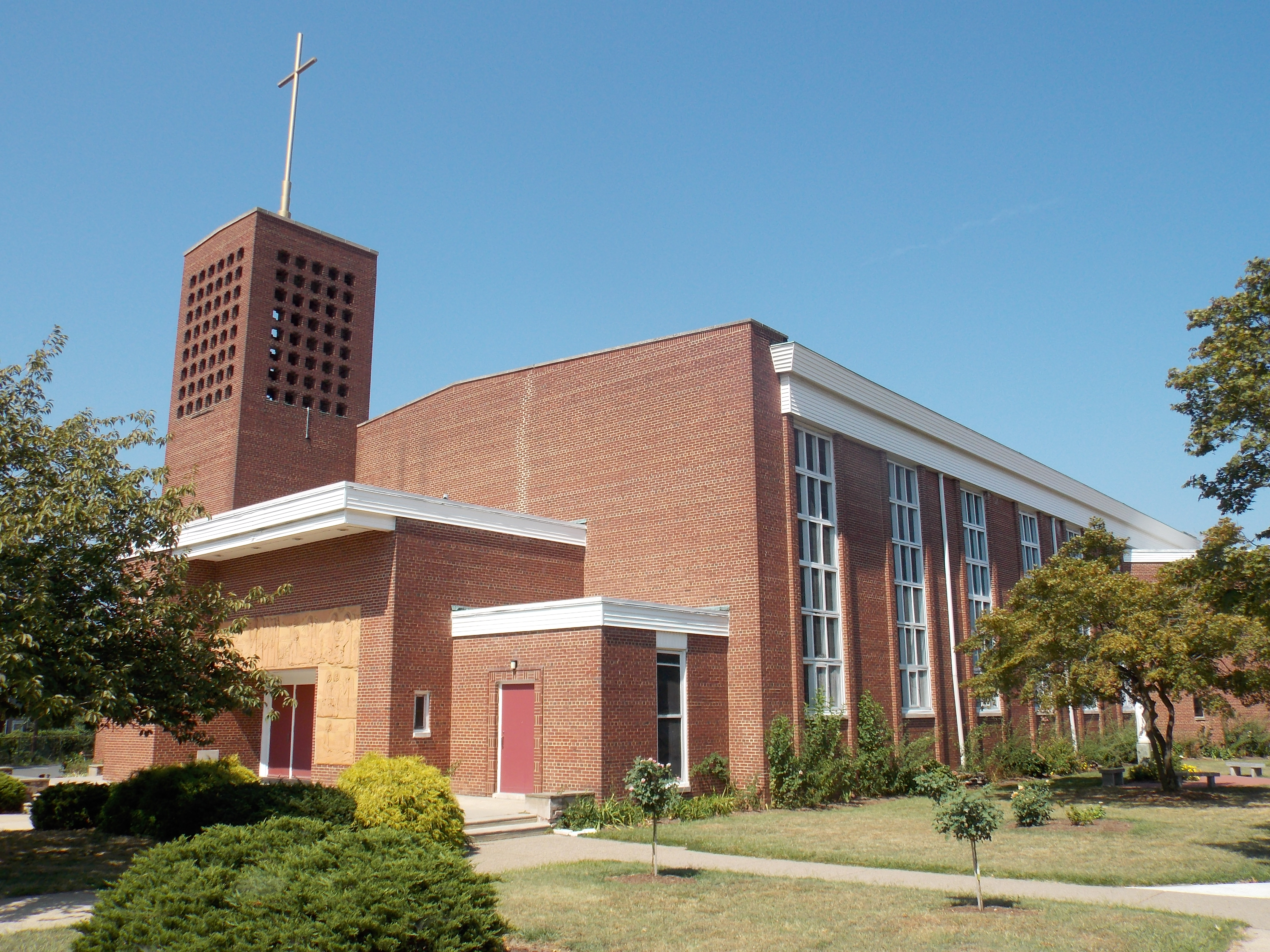
Procatedral de San José

La diócesis tiene 6967 km² y extiende su jurisdicción sobre los fieles católicos de rito latino residentes en 6 condados del estado de Nueva Jersey: Atlantic, Camden, Cape May, Cumberland, Gloucester y Salem.
La sede de la diócesis se encuentra en la ciudad de Camden, en donde se halla la Catedral de la Inmaculada Concepción y la Procatedral de San José.
En 2021 en la diócesis existían 62 parroquias.

## Historia
La diócesis fue erigida el 9 de diciembre de 1937 con la bula Ad maius animarum del papa Pío XI, obteniendo el territorio de la diócesis de Trenton. Se designó la iglesia de la Inmaculada Concepción de Camden como catedral. La nueva diócesis contaba con 75 sacerdotes diocesanos y 11 clérigos pertenecientes a comunidades religiosas para prestar servicio a aproximadamente 100 000 católicos de 49 parroquias y 31 misiones, así como con treinta colegios de educación primaria y cinco de secundaria.
Tras completarse su construcción en 1952, se declaró procatedral a la iglesia de San José en Camden dado que la Catedral de la Inmaculada Concepción resultaba demasiado reducida para desarrollar sus funciones de sede catedralicia.
El 2 de abril de 2008 el obispo Joseph A. Galante anunció el cierre de alrededor de la mitad de las parroquias de la diócesis. Previamente, también había sido dada a conocer la clausura de varias escuelas católicas. El obispo Galante dirigió la diócesis de Camden hasta su renuncia, que fue aceptada el 8 de enero de 2013.

### Escándalo de abusos sexuales
El 13 de febrero de 2019 todas las diócesis católicas radicadas en Nueva Jersey hicieron públicos los nombres de religiosos que habían recibido acusaciones creíbles de haber abusado sexualmente de niños a partir de 1940. De entre los 188 implicados, 57 procedían de la Diócesis de Camden. El cardenal Joseph Tobin, arzobispo de Newark y metropolitano de la provincia eclesiástica que engloba a la Diócesis de Camden, también reconoció que los presuntos abusos cometidos por dichos clérigos habían sido puestos en conocimiento de las autoridades. El 9 de febrero de 2020 se reveló que las cinco diócesis del estado de Nueva Jersey, entre las que figuraba la Diócesis de Camden, habían pagado más de 11 millones de dólares como compensación económica a 105 demandantes por abusos sexuales perpetrados por miembros del clero. De los 105 afectados, 98 fueron compensados mediante acuerdos extrajudiciales. Quedaban fuera de dichos pagos otros 459 casos de abuso sexual en la diócesis, que todavía no han sido resueltos. El 31 de julio de 2020, la diócesis suspendió cualquier pago futuro a las presuntas víctimas de abusos sexuales, escudándose en el impacto financiero provocado por la pandemia de COVID-19.
El 20 de agosto de 2020 se presentaron cuatro nuevas querellas contra la diócesis de Camden, en las que se involucraba a tres sacerdotes que habrían presuntamente cometido abusos sexuales mientras ejercían de profesores en institutos de secundaria gestionados por la diócesis. Uno de los religiosos acusados, Kenneth L. Johnston, había sido director de los institutos Gloucester Catholic y St. James. Dos de dichas cuatro nuevas denuncias involucraban asimismo a Eldridge Evans, un antiguo profesor del St. James High School. La otra demanda por presuntos abusos iba dirigida contra Gerald P. Clements, docente del Camden Catholic High School. Los tres sacerdotes habían fallecido. El 1 de diciembre de 2020 se publicó que la diócesis contaba con nuevas demandas judiciales por abusos sexuales, que para el conjunto de las diócesis católicas de Nueva Jersey ascendían a más de 230 presentadas durante el último año.

### Bancarrota
El 1 de octubre de 2020, la diócesis de Camden se acogió a la situación de bancarrota por la jurisdicción de Nueva Jersey. La diócesis alegó, como causas principales de sus dificultades financieras, las compensaciones por las responsabilidades civiles derivadas de los abusos y los problemas ocasionados por la pandemia de COVID-19.

## Estadísticas
Según el Anuario Pontificio 2022 la diócesis tenía a fines de 2021 un total de 484 740 fieles bautizados.
| Año                                                                             | Población            | Población | Población      | Sacerdotes | Sacerdotes    | Sacerdotes    | Bautizados por sacerdote | Diáconos permanentes | Religiosos | Religiosos | Parroquias |
| Año                                                                             | Bautizados católicos | Total     | % de católicos | Total      | Clero secular | Clero regular | Bautizados por sacerdote | Diáconos permanentes | Varones    | Mujeres    | Parroquias |
| ------------------------------------------------------------------------------- | -------------------- | --------- | -------------- | ---------- | ------------- | ------------- | ------------------------ | -------------------- | ---------- | ---------- | ---------- |
| 1950                                                                            | 150 706              | 699 312   | 21.6           | 161        | 132           | 29            | 936                      |                      | 41         | 528        | 66         |
| 1959                                                                            | 232 065              | 700 105   | 33.1           | 238        | 199           | 39            | 975                      |                      | 53         | 652        | 86         |
| 1964                                                                            | 263 636              | 962 416   | 27.4           | 352        | 304           | 48            | 748                      |                      | 48         | 727        | 108        |
| 1970                                                                            | 314 037              | 1 029 100 | 30.5           | 416        | 359           | 57            | 754                      |                      | 77         | 793        | 122        |
| 1976                                                                            | 317 058              | 1 104 400 | 28.7           | 432        | 385           | 47            | 733                      |                      | 62         | 618        | 124        |
| 1980                                                                            | 351 240              | 1 131 212 | 31.0           | 393        | 351           | 42            | 893                      | 45                   | 70         | 571        | 127        |
| 1990                                                                            | 392 596              | 1 232 900 | 31.8           | 390        | 331           | 59            | 1006                     | 110                  | 77         | 453        | 126        |
| 1999                                                                            | 418 713              | 1 291 117 | 32.4           | 369        | 320           | 49            | 1134                     | 126                  | 14         | 366        | 126        |
| 2000                                                                            | 430 867              | 1 294 470 | 33.3           | 348        | 298           | 50            | 1238                     | 132                  | 67         | 305        | 126        |
| 2001                                                                            | 439 482              | 1 329 206 | 33.1           | 347        | 299           | 48            | 1266                     | 123                  | 70         | 304        | 127        |
| 2002                                                                            | 445 017              | 1 329 206 | 33.5           | 353        | 306           | 47            | 1260                     | 115                  | 65         | 315        | 126        |
| 2003                                                                            | 450 271              | 1 337 476 | 33.7           | 353        | 307           | 46            | 1275                     | 115                  | 65         | 341        | 125        |
| 2004                                                                            | 458 044              | 1 347 648 | 34.0           | 330        | 287           | 43            | 1388                     | 124                  | 61         | 341        | 125        |
| 2006                                                                            | 463 769              | 1 374 068 | 33.8           | 315        | 273           | 42            | 1472                     | 143                  | 60         | 334        | 125        |
| 2013                                                                            | 522 000              | 1 472 000 | 35.5           | 281        | 246           | 35            | 1857                     | 158                  | 47         | 252        | 70         |
| 2016                                                                            | 529 715              | 1 506 556 | 35.2           | 256        | 225           | 31            | 2069                     | 130                  | 44         | 233        | 65         |
| 2019                                                                            | 493 101              | 1 389 018 | 35.5           | 237        | 208           | 29            | 2080                     | 151                  | 38         | 216        | 62         |
| 2021                                                                            | 484 740              | 1 365 458 | 35.5           | 215        | 187           | 28            | 2254                     | 121                  | 37         | 194        | 62         |
| Fuente: Catholic-Hierarchy, que a su vez toma los datos del Anuario Pontificio. |                      |           |                |            |               |               |                          |                      |            |            |            |

## Episcopologio
- Bartholomew Joseph Eustace † (16 de diciembre de 1937-11 de diciembre de 1956 falleció)
- Justin Joseph McCarthy † (27 de enero de 1957-26 de diciembre de 1959 falleció)
- Celestine Joseph Damiano † (24 de enero de 1960-2 de octubre de 1967 falleció)
- George Henry Guilfoyle † (2 de enero de 1968-13 de mayo de 1989 retirado)
- James Thomas McHugh † (13 de mayo de 1989-7 de diciembre de 1998 nombrado obispo coadjutor de Rockville Centre)
- Nicholas Anthony DiMarzio (7 de junio de 1999-1 de agosto de 2003 nombrado obispo de Brooklyn)
- Joseph Anthony Galante † (23 de marzo de 2004-8 de enero de 2013 renunció)
- Dennis Joseph Sullivan, desde el 8 de enero de 2013